# روبرت قالبرايث
روبرت قالبرايث (بالإنجليزية: Robert Galbraith)‏ هو عسكري أمريكي، ولد في 18 فبراير 1878 في بروكلين في الولايات المتحدة، وتوفي في 13 مايو 1949.